# 拉多斯拉夫·拉塔尔
拉多斯拉夫·拉塔尔（捷克語：Radoslav Látal，1970年1月6日—），捷克男子足球运动员，司职中场。他曾代表捷克国家队参加1996年和2000年欧洲足球锦标赛，其中1996年欧锦赛获得亚军。